# УМЗ-421
УМЗ-421 — серия бензиновых двигателей внутреннего сгорания, выпуск которых начался на Ульяновском моторном заводе в 1993 году.

## Описание
Первый двигатель семейства УМЗ-421 был представлен в 1993 году. В 1994 году была выпущена пробная партия двигателей УМЗ-4218.10.
Недостатки первой партии двигателей УМЗ-421 — образование «пор», являющихся причиной попадания охлаждающей жидкости в моторное масло. Через некоторое время эти минусы были устранены.
Следующим двигателем семейства стал УМЗ-421.10 с изменённой формой выпускного коллектора. Настроенная система выпуска образовывается при помощи «приёмной» выхлопной трубы, глушителя и резонатора.
Предполагалось, что дальнейшим развитием семейства УМЗ-421 станет УМЗ-249 (-249.10).

## Модификации
- УМЗ-421 (-421.10, .-421.10-30)[13][14].
- УМЗ-4213 (-4213.10-10, -4213.10-30, -4213.10-40, -4213.10-50)[15].
- УМЗ-4215 (-4215.10-10, -4215.10-30)[16].
- УМЗ-4216 (-4216.10[17], -42161.10, -42164.10, -421647.10, -42167.10)[18].
- УМЗ-4218 (-4218.10, -4218.10-10)[19][20][21].

## Применения
- Great Wall Safe (Россия)[22][23][24]
- ГАЗель (ГАЗель Бизнес)[25][26]
- Соболь
- УАЗ Барс
- УАЗ СГР
- УАЗ Симбир
- УАЗ Хантер
- УАЗ-31519
- УАЗ-3303